# Піюс Ширвіс
Піюс Ширвіс (лит. Pijus Širvys, нар. 1 квітня 1998, Каунас) — литовський футболіст, захисник словенського «Марибора» та національної збірної Литви.

## Клубна кар'єра
У дорослому футболі дебютував 2016 року виступами за команду «Хегельманн», в якій того року взяв участь у 15 матчах чемпіонату. 
Протягом 2017 року захищав кольори клубу «Шилутє», після чого перейшов до «Кауно Жальгіріс». Відіграв за клуб із Каунаса наступні три сезони своєї ігрової кар'єри. Більшість часу, проведеного у складі «Кауно Жальгіріс», був основним гравцем захисту команди.
2021 року уклав контракт з «Паневежисом», у складі якого провів наступні три роки своєї кар'єри гравця. Граючи у складі «Паневежиса» також здебільшого виходив на поле в основному складі команди й став чемпіоном Литви 2023 року.
На початку 2024 року став гравцем словенського «Марибора». 

## Виступи за збірні
2016 року дебютував у складі юнацької збірної Литви (U-19), загалом на юнацькому рівні взяв участь у 6 іграх.
Протягом 2018–2020 років залучався до складу молодіжної збірної Литви. На молодіжному рівні зіграв у 8 офіційних матчах.
2022 року дебютував в офіційних матчах у складі національної збірної Литви.
| Дата       | Місто         | Господарі         | Результат | Гості      | Турнір                               | Голи | Примітки |
| ---------- | ------------- | ----------------- | --------- | ---------- | ------------------------------------ | ---- | -------- |
| 29-3-2022  | Дублін        | Ірландія          | 1 – 0     | Литва      | товариський матч                     | -    | 82'      |
| 7-6-2022   | Вільнюс       | Литва             | 0 – 6     | Туреччина  | Ліга націй УЄФА 2022-2023 - 1-й етап | -    | 54'      |
| 11-6-2022  | Торсгавн      | Фарерські острови | 2 – 1     | Литва      | Ліга націй УЄФА 2022-2023 - 1-й етап | -    | 46'      |
| 14-6-2022  | Стамбул       | Туреччина         | 2 – 0     | Литва      | Ліга націй УЄФА 2022-2023 - 1-й етап | -    | 46'      |
| 17-6-2023  | Каунас        | Литва             | 1 – 1     | Болгарія   | Відбір до ЧЄ 2024                    | -    | 21'      |
| 20-6-2023  | Будапешт      | Угорщина          | 2 – 0     | Литва      | Відбір до ЧЄ 2024                    | -    | 46'      |
| 7-9-2023   | Каунас        | Литва             | 2 – 2     | Чорногорія | Відбір до ЧЄ 2024                    | -    | 46'      |
| 10-9-2023  | Каунас        | Литва             | 1 – 3     | Сербія     | Відбір до ЧЄ 2024                    | -    | 71'      |
| 14-10-2023 | Софія (місто) | Болгарія          | 0 – 2     | Литва      | Відбір до ЧЄ 2024                    | 2    | 85'      |
| 17-10-2023 | Каунас        | Литва             | 2 – 2     | Угорщина   | Відбір до ЧЄ 2024                    | 1    | 76'      |
| 16-11-2023 | Подгориця     | Чорногорія        | 2 – 0     | Литва      | Відбір до ЧЄ 2024                    | -    | 75'      |
| 19-11-2023 | Лімасол       | Кіпр              | 1 – 0     | Литва      | товариський матч                     | -    | 46'      |
| Усього     |               | Матчів            | 12        |            | Голів                                | 3    |          |

## Титули і досягнення
- Чемпіон Литви (1):

«Паневежис»: 2023
- Володар Суперкубка Литви (1):

«Паневежис»: 2021